# Zhang Ren
En aquest nom xinès, el cognom és Zhang.
Zhang Ren (mort el 213 EC) va ser un general militar servint sota el senyor de la guerra Liu Zhang durant el període de la tardana Dinastia Han Oriental de la història xinesa.

## En la ficció
En la novel·la històrica del Romanç dels Tres Regnes de Luo Guanzhong, Zhang Ren va servir sota Liu Zhang. Durant la invasió de la Província Yi de Liu Bei, Zhang va planejar una emboscada a la Vall del Fènix Caigut destinada a Liu Bei, però l'assessor de Liu Bei, Pang Tong, va ser mort en el seu lloc. Després que Liu Bei va prendre el control de la Província de Yi, Zhang Ren fou capturat i Liu Bei el va oferir una oportunitat perquè servira sota les seves ordres. Zhang la va rebutjar, dient: "Un súbdit lleial no pot servir dos senyors. Ho decline." Ell llavors va ser ajusticiat per Liu Bei i enterrat amb tots els honors per la seva lleialtat a Liu Zhang.